# Canton de Boulogne-sur-Mer-Sud
Le canton de Boulogne-sur-Mer-Sud est une ancienne division administrative française située dans le département du Pas-de-Calais et la région Nord-Pas-de-Calais.

## Géographie
Ce canton est organisé autour de Boulogne-sur-Mer dans l'arrondissement de Boulogne-sur-Mer. Son altitude varie de 0 m (Boulogne-sur-Mer) à 188 m (Saint-Martin-Boulogne) pour une altitude moyenne de 46 m.

## Histoire

le canton de Boulogne-sur-Mer-Sud dans l'arrondissement de Boulogne-sur-Mer

## Représentation

### Conseillers généraux de 1869 à 2015
| Période | Période          | Identité                             | Étiquette             | Qualité |
| ------- | ---------------- | ------------------------------------ | --------------------- | --- |
| 1869    | 1871             | Achille Adam-Fontaine                | Majorité dynastique   | Banquier, député (1871-1887) |
| 1871    | 1886 (décès)     | Edmond Ansart-Rault du Fiesnet       | Centre gauche         | Député (1881-1885) Président du Conseil Général |
| 1886    | 1892             | Pierre François Ovion                | Républicain           | Médecin à Boulogne |
| 1892    | 1898             | Achille Adam                         | Républicain rallié    | Propriétaire à Boulogne-sur-Mer et à Paris Député (1889-1906) |
| 1898    | 1910             | Emile Lemaître de la Servolle-Chigot | Rad.                  | Journaliste Conseiller municipal de Boulogne-sur-Mer |
| 1910    | 1913             | Auguste Chochoy                      | SFIO                  | Adjoint technique aux Ponts et Chaussées Conseiller municipal de Boulogne-sur-Mer                                                                                  |
| 1913    | 1934             | Eugène Canu                          | Rad.                  | Armateur Maire de Boulogne-sur-Mer (1935-1940) Président du Conseil Général (1928-1934) Député (1928-1932)                                                         |
| 1934    | 1940             | Paul Bacquet                         | Rad.ind.              | Avocat Député (1932-1942) |
|         |                  |                                      |                       | |
| 1943    | 1945             | Charles Brévers                      |                       | Président de la délégation spéciale, puis maire de Boulogne-sur-Mer (1940-1944) Nommé conseiller départemental en 1943                                             |
|         |                  |                                      |                       | |
| 1945    | 1949             | Henri Henneguelle                    | SFIO                  | Instituteur Maire de Boulogne-sur-Mer (1945-1947 et 1953-1977) |
| 1949    | 1955             | Francis Guilmant                     | Rad.                  | Ingénieur des Travaux publics de l'Etat |
| 1955    | 1979             | Jeannil Dumortier                    | SFIO puis PS puis DVG | Professeur Maire de Saint-Martin-Boulogne (1944-1983) Député (1956-1978)                                                                                           |
| 1979    | 1988 (démission) | Guy Lengagne                         | PS                    | Professeur de mathématiques maire de Boulogne-sur-Mer (1977-1989) et (1996-2002) Député (1981-1983, 1986-1993 et 1997-2007) Secrétaire d'Etat à la mer (1983-1986) |
| 1988    | 2011             | Alain Oguer                          | PS                    | Instituteur, maire de Saint-Martin-Boulogne (1983-2009) |
| 2011    | 2015             | Christian Baly                       | PS                    | Retraité Maire de Saint-Martin-Boulogne depuis 2009 |

### Conseillers d'arrondissement (de 1869 à 1940)
Le canton de Boulogne-Nord avait deux conseillers d'arrondissement jusqu'en 1877.
| Période                                  | Période | Identité                               | Étiquette                | Qualité |
| ---------------------------------------- | ------- | -------------------------------------- | ------------------------ | --- |
| 1871                                     |         | Pierre Paul Baignol-Lebeau (1841-1908) |                          | Fabricant de plumes métalliques (Baignol et Farjon) à Boulogne-sur-Mer                                                      |
| 1871                                     |         | Jules Petit                            |                          | Adjoint au maire de Boulogne-sur-Mer                                                                                        |
|                                          |         |                                        |                          | |
|                                          | 1886    | Auguste Poirel-Adam (1817-1903)        |                          | Propriétaire à Boulogne-sur-Mer                                                                                             |
| 1886                                     | 1919    | Charles-Vincent Péron (1848-1954)      | Radical                  | Négociant, Président de la Chambre de commerce Maire de Boulogne-sur-Mer (1900-1912), Président du Conseil d'arrondissement |
| 1919                                     | 1925    | Edmond Haffreingue (1854-1932)         | Républicain progressiste | Négociant, adjoint au maire de Boulogne-sur-Mer                                                                             |
| 1925                                     | 1931    | Léon Théry                             | Rad.                     | Maire de Saint-Martin-Boulogne                                                                                              |
| 1931                                     | 1937    | Gaston Durieux (1881-1938)             | Rad.                     | Maire de Saint-Martin-Boulogne                                                                                              |
| 1937                                     | 1940    | François Dehove (1891-1950)            | Rad.                     | Médecin à Boulogne-sur-Mer                                                                                                  |
| 1940                                     |         |                                        |                          | Les conseils d'arrondissement ont été suspendus par la loi du 12 octobre 1940 et n'ont jamais été réactivés                 |
| Les données manquantes sont à compléter. |         |                                        |                          | |

## Composition
| Communes                | Population (2012) | Code postal | Code Insee |
| ----------------------- | ----------------- | ----------- | ---------- |
| Baincthun               | 1 207             | 62360       | 62075      |
| Boulogne-sur-Mer        | 44 859 (1)        | 62200       | 62160      |
| Echinghen               | 355               | 62360       | 62281      |
| Saint-Martin-Boulogne   | 11 499            | 62280       | 62758      |
| La Capelle-lès-Boulogne | 1 545             | 62360       | 62908      |

(1) fraction de commune.

## Démographie
| 1962 | 1968 | 1975 | 1982 | 1990 | 1999 | 2009 |
| ---- | ---- | ---- | ---- | ---- | ---- | ---- |
| -    | -    | -    | -    | -    | -    | -    |